# لوبچا (استان اشوی‌داشکسیه)
لوبچا (به لهستانی: Lubcza) یک منطقهٔ مسکونی در لهستان است که در گمینا ووجسواو واقع شده‌است.